# Sibotas
En la mitología griega Sibotas era un rey de Mesenia, hijo y sucesor de Dotadas.
Estableció un sacrificio anual del rey al río Pamiso, así como las ofrendas en Ecalia al héroe local Éurito que se realizaban antes de los misterios de las Megalai Theai (Grandes diosas) de Andania.
Tuvo un hijo llamado Fintas, que le sucedió.